# 拉美西斯二世巨像

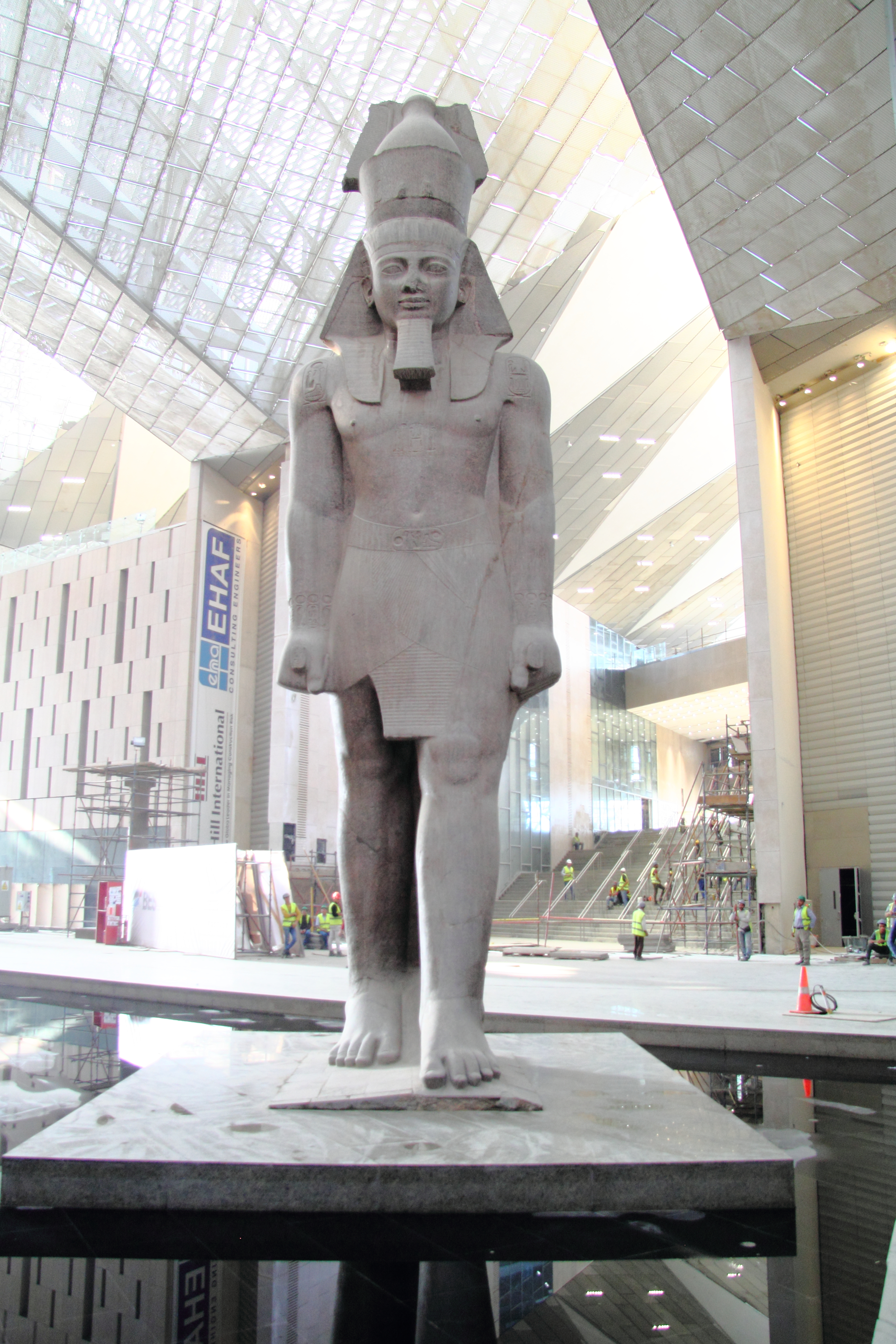
大埃及博物馆入口大厅施工期间的拉美西斯二世雕像（2019年11月）

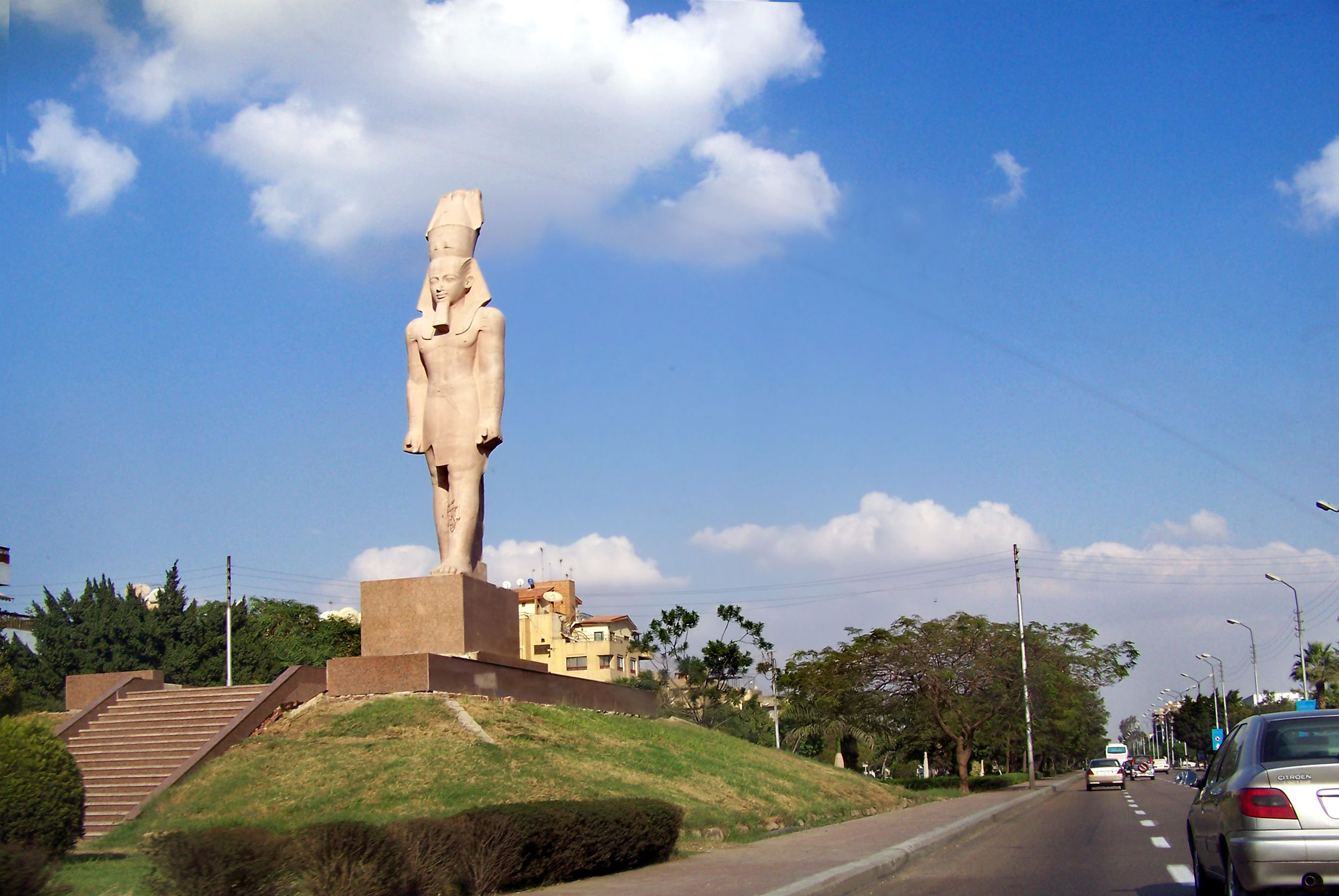
拉美西斯二世巨像的复制品矗立在开罗赫利奥波利斯的奥鲁巴街

拉美西斯二世巨像是一座有着3200年历史的拉美西斯二世站像。 1820年，乔瓦尼·巴蒂斯塔·卡维利亚(Giovanni Battista Caviglia)在埃及孟菲斯附近的普塔神庙发现了它。它由石灰石制成，重达83吨。
这座雕像被发现时碎成了六块，之前的修复尝试均以失败告终。1955年，埃及总理加迈勒·阿卜杜勒·纳赛尔将其迁至开罗拉美西斯火车站外的巴布·阿尔-哈迪德大广场；这座广场后来更名为拉美西斯广场。 在那里，雕像被恢复到11米的原高，并竖立在喷泉边缘的一个3米高的基座上。人们在雕像的体内添加了铁条用以固定。 
随着时间的推移，拉美西斯广场不再适合竖立这座巨像。这座巨像长期暴露在腐蚀性污染的环境中，公共交通和地铁经过时的震动也对它的保存状况有不利影响。2006年，埃及政府决定将其搬迁到更合适的地点。它在吉萨高原的一个临时地点进行了修复，然后于2018年移至吉萨的大埃及博物馆(GEM)     。
将雕像从拉美西斯广场运送到吉萨是一项挑战，这项工程自2002年便开始规划。当时，有关人员制作了一个复制品，并在预定的实际搬迁工程日期前几周将复制品运送到吉萨，以模拟测试雕像的搬运过程。2006年8月25日，搬运正式开始。 在十小时的运输过程中，工作人员用橡胶泡沫包裹并覆盖住巨像，由两辆平背卡车承载着雕像及其支撑结构的重量，雕像被顺利运送到吉萨。  然而，这次搬运工程因其成本和对吉萨地区污染的而受到民众的批评。 